# Pomnik Johanna Gottfrieda Herdera w Morągu
Pomnik Johanna Gottfrieda Herdera w Morągu – pomnik niemieckiego pisarza i filozofa, Johanna Gottfrieda Herdera zlokalizowany przy ulicy Johanna Gottfrieda Herdera w Morągu (województwo warmińsko-mazurskie), bezpośrednio przy terenie kościoła św. św. Piotra i Pawła.

## Historia

### Pierwszy pomnik
Pierwszy pomnik Herdera (urodzonego w Morągu) powstał w mieście w 1854 na skwerze przy kościele świętych Piotra i Pawła, naprzeciw domu rodzinnego filozofa. Był dziełem Wilhelma Wolffa.

Pomnik uległ uszkodzeniu w trakcie działań wojennych w 1945 – pozostał po nim tylko cokół, na którym posadowiono figurę Matki Bożej. 

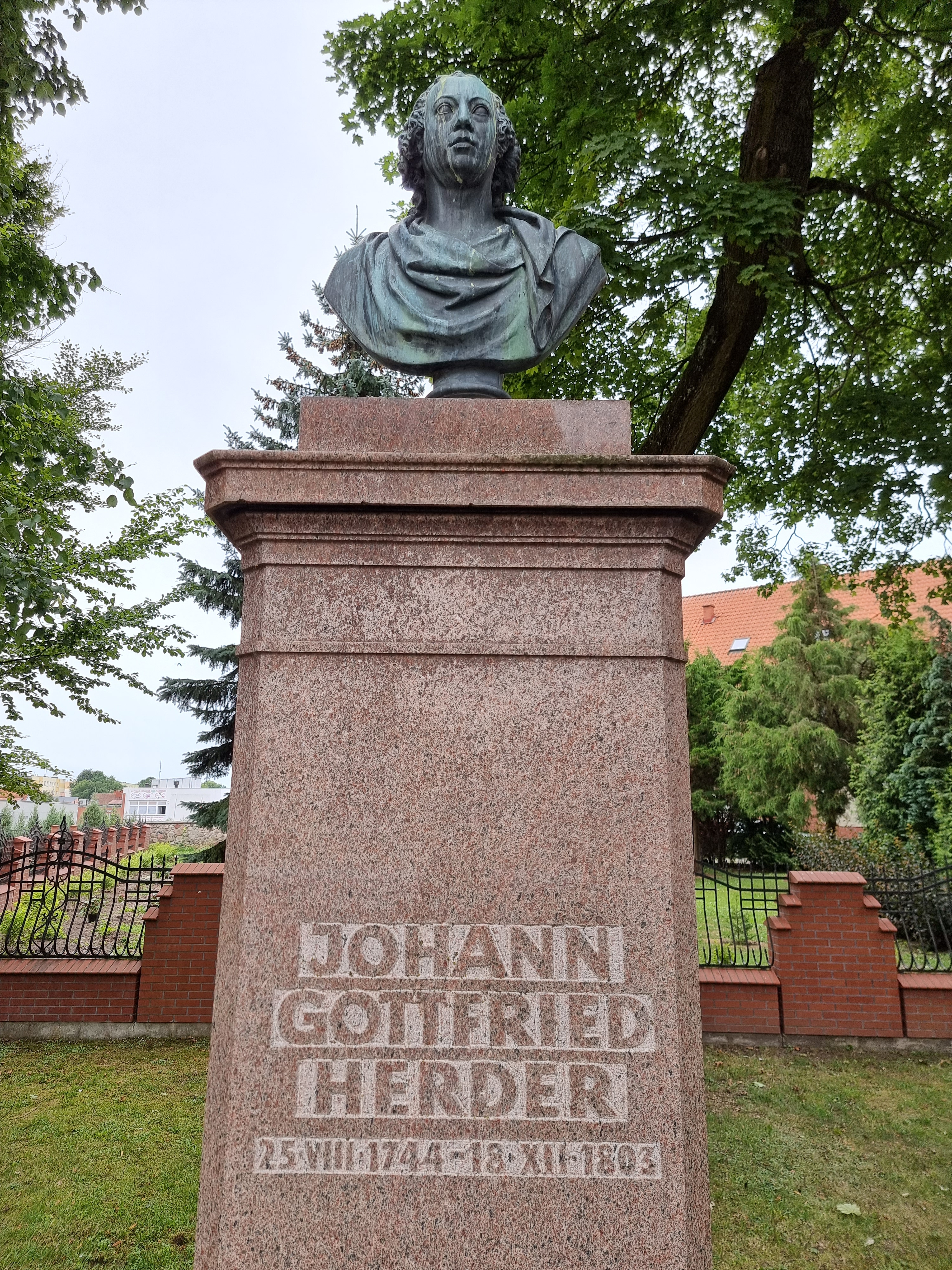
Detal

### Drugi pomnik
W latach 60. postulowano odbudowę monumentu. Germanista, Emil Adler w Uniwersytetu Warszawskiego proponował osiągnięcie tego celu we współpracy z Niemcami z komunistycznej NRD. Z pracami nie zdążono na 160-lecie śmierci pisarza w 1963. Główne uroczystości odbyły się 26 września 1964, na dwustulecie urodzin Herdera. Nowe popiersie było darem Ministerstwa Kultury NRD. Stanowiło kopię weimarskiej rzeźby Aleksandra Trippela z końca XVIII wieku. Na bankiecie po wydarzeniu wręczono pamiątkowe medale z wizerunkiem Herdera oraz ratusza w Morągu zaprojektowane przez Barbarę Lis-Romańczukową. Tego samego dnia odsłonięto również tablicę pamiątkową na domu rodzinnym Herdera po przeciwnej stronie ulicy. Następnego dnia na zamku w Olsztynie odbyła się sesja naukowa (referaty wygłosili prof. Helmut Holzhauer z Weimaru i doc. dr Emil Adler). Uhonorowanie Niemca pomnikiem w Polsce lat 60. XX wieku było ewenementem. W uroczystości odsłonięcia pomnika udział wzięły tłumy mieszkańców miasta.
Składanie kwiatów pod pomnikiem filozofa stało się z czasem lokalną tradycją. Kulminacją tego obyczaju była 250. rocznica urodzin artysty w 1994. Wiązanki darują osoby prywatne, stowarzyszenia, władze samorządowe, czy miłośnicy miasta.